# Ardisia auriculata
Ardisia auriculata är en viveväxtart som beskrevs av John Donnell Smith. Ardisia auriculata ingår i släktet Ardisia och familjen viveväxter. Inga underarter finns listade i Catalogue of Life.